# Dirades funebris
Dirades funebris är en fjärilsart som beskrevs av George Francis Hampson 1907. Dirades funebris ingår i släktet Dirades och familjen Uraniidae. Inga underarter finns listade i Catalogue of Life.